# (1843) Jarmila
(1843) Jarmila est un astéroïde de la ceinture principale.

## Description
(1843) Jarmila est un astéroïde de la ceinture principale. Il fut découvert le 14 janvier 1972 à Bergedorf par Luboš Kohoutek. Il présente une orbite caractérisée par un demi-grand axe de 2,65 UA, une excentricité de 0,17 et une inclinaison de 8,4° par rapport à l'écliptique.

## Compléments